# ماریا ژوزفا فون زاکسن
ماریا ژوزفا فون زاکسن (به آلمانی: Maria Josepha von Sachsen) شاهزاده آلمانی و همسر لوئی، ولیعهد فرانسه بود. سه تن پسران او بعدا به پادشاهی فرانسه رسیدند.